# Stages: Three Days in Mexico
《Stages: Three Days in Mexico》는 브리트니 스피어스의 DVD이다. 멕시코에서의 3일 동안 활동 한것을 담고 있다. 총 시간은 60분이다.